# Mine de Canatuan
 (mars 2025).
La mine de Canatuan est une mine à ciel ouvert de cuivre, d'argent et d'or située aux Philippines. Elle appartient à 40 % à TVI Pacific.